# Tournoi britannique de rugby à XV 1936
Navigation
Tournoi 1935 Tournoi 1937
Le Tournoi britannique de rugby à XV 1936 a été remporté par le pays de Galles.

## Classement
| Rang | Nations        | J | V | N | D | PP | PC | Pts |
| ---- | -------------- | - | - | - | - | -- | -- | --- |
| 1    | Pays de Galles | 3 | 2 | 1 | 0 | 16 | 3  | 5   |
| 2    | Irlande (T)    | 3 | 2 | 0 | 1 | 16 | 10 | 4   |
| 3    | Angleterre     | 3 | 1 | 1 | 1 | 12 | 14 | 3   |
| 4    | Écosse         | 3 | 0 | 0 | 3 | 15 | 32 | 0   |

Note :
J matches joués, V victoires, N matches nuls, D défaites
PP points marqués, PC points encaissés, Δ différence PP-PC
Pts points de classement (barème : 2 points pour une victoire, 1 point en cas de match nul, rien pour une défaite)
T : Tenante du titre 1935.

## Résultats
| 18 janvier 1936, Swansea    | Pays de Galles | 0 - 0  | Angleterre     |
| 1er février 1936, Édimbourg | Écosse         | 3 - 13 | Pays de Galles |
| 8 février 1936, Dublin      | Irlande        | 6 - 3  | Angleterre     |
| 22 février 1936, Édimbourg  | Écosse         | 4 - 10 | Irlande        |
| 14 mars 1936, Cardiff       | Pays de Galles | 3 - 0  | Irlande        |
| 21 mars 1936, Londres       | Angleterre     | 9 - 8  | Écosse         |